# Stora Äntetjärnen
Stora Äntetjärnen är en sjö i Härryda kommun i Västergötland och ingår i Kungsbackaåns huvudavrinningsområde. Sjön är 9 meter djup, har en yta på 0,0668 kvadratkilometer och befinner sig 101,3 meter över havet. Sjön avvattnas av vattendraget Nordån.

## Delavrinningsområde
Stora Äntetjärnen ingår i det delavrinningsområde (639526-128742) som SMHI kallar för Utloppet av Östersjön. Medelhöjden är 102 meter över havet och ytan är 12,24 kvadratkilometer. Det finns inga avrinningsområden uppströms utan avrinningsområdet är högsta punkten. Nordån som avvattnar avrinningsområdet har biflödesordning 2, vilket innebär att vattnet flödar genom totalt 2 vattendrag innan det når havet efter 30 kilometer. Avrinningsområdet består mestadels av skog (79 %). Avrinningsområdet har 1,71 kvadratkilometer vattenytor vilket ger det en sjöprocent på 14 %.